# Žyrovičy
Žyrovičy (vitryska: Жыровіцы, polska: Żyrowicze eller Żyrowice) är en agropolis i Hrodna voblast i sydvästra Vitryssland. Žyrovičy, som antas ha grundats år 1493, hade 2 295 invånare år 2009. Žyrovičy är beläget söder om Slonim.